# Mats Sundin

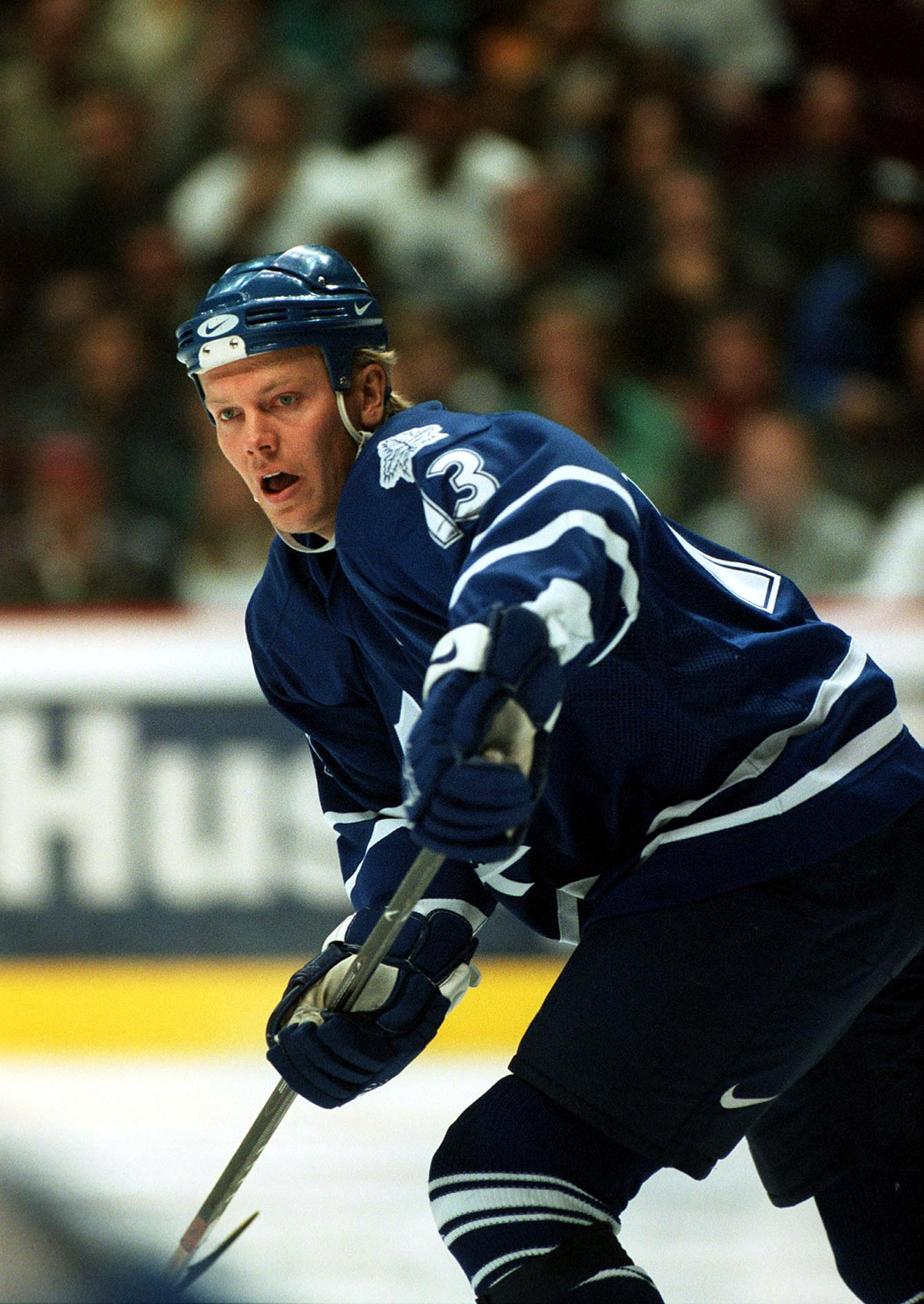
Mats Sundin med Toronto Maple Leafs 1997.

Mats Johan Sundin, kallad "Sudden", född den 13 februari 1971 i Bromma, är en svensk före detta professionell ishockeyspelare. Han spelade 18 säsonger i National Hockey League (NHL) mellan 1990 och 2009 för Quebec Nordiques, Toronto Maple Leafs och Vancouver Canucks. Sundin är enda svensk att göra 500 mål i NHL och en av 42 spelare i NHL som sammanlagt gjort 500 mål eller fler. Han har även gjort flest poäng av alla svenska spelare i NHL:s historia (1 349 poäng på 1 346 matcher).
Med svenska landslaget har Sundin bland annat vunnit tre VM-guld (1991, 1992 och 1998) och ett OS-guld (2006). Sundin har varit Tre kronors bäste poäng- och målgörare sammanlagt i alla OS, VM och World Cup-turneringar från 1991 till 2006. Han var en stark anledning till VM-guldet 1991 då han kvitterade två av gruppspelsmatcherna vilket tog laget till slutspel och sedan gjorde det avgörande målet i finalen.
Sundin meddelade vid en presskonferens i Stockholm den 30 september 2009 att hans aktiva karriär var över.
Sundin har även spelat bandy som ung i dåtidens IFK Sollentuna.
Mats Sundin blev den 26 juni 2012 invald i Hockey Hall of Fame. Han blev den andre svensken, efter Börje Salming, att bli invald i Hall of Fame. . Mats Sundin valdes som nummer ett i NHL Entry Draft av Quebec Nordiques 1989. Han var då den första svensken och europén att väljas som etta i draft.

## Biografi

### Spelarkarriär
Sundin var med och vann TV-pucken för Stockholm 1986. Efter en säsong och ett SM-guld med Djurgårdens IF 1990 gav han sig av till NHL som 19-åring. Han var då en mycket stor och lovande talang och spåddes en lysande framtid.
Han blev den förste europé att väljas som nummer ett i den årliga NHL-draften då Quebec Nordiques valde honom först av alla i 1989 års draft. Sundin hade då enbart spelat en säsong för Nacka HK i Division I (på den tiden den näst högsta serien) och fokuserade mest på att ta en plats i Djurgården kommande säsong. Sundin tog en plats och i slutspelet den säsongen gjorde han sju mål på åtta matcher.
Sundin debuterade för Nordiques som 19-åring i början av säsongen 1990/91 och slutade säsongen med 23 mål och 36 assists på 80 matcher. Han blev den dittills yngste svensken att göra mål i NHL-historien. Efterföljande säsong gjorde han 76 poäng och 1992/93 114 poäng, innan framgången stannade upp med 85 poäng säsongen 1993/94. Efter fyra säsonger i Quebec var Sundin inblandad i ett byte där Sundin, Garth Butcher, Todd Warriner och ett förstaval i draften skickades till Toronto Maple Leafs i utbyte mot Wendel Clark, Sylvain Lefebvre, Landon Wilson och ett förstaval i draften.
Säsongen 1994/95 spelade Sundin i Djurgården under lockouten i NHL och gjorde då 7 mål och 2 assists på 12 matcher i Elitserien. När NHL-säsongen drog igång gjorde Sundin 47 poäng på lika många matcher och blev därmed Torontos poängkung under sin första säsong med klubben.
Inför säsongen 1997/98 utnämndes Sundin till ny lagkapten för Toronto Maple Leafs; den förste europeiske lagkaptenen i klubbens historia. Den 11 oktober 2007 gjorde Sundin sitt 390:e mål för Toronto Maple Leafs, vilket betydde att han blev klubbens bäste målskytt och poänggörare genom tiderna. Sundin är dessutom tvåa i klubbens assistliga, som leds av Börje Salming.
1998 missade Toronto Stanley Cup-slutspelet och Tre kronor mötte ett stort bakslag i OS i Nagano, säsongen slutade dock lyckligt då Tre kronor vann VM-guld i Schweiz. Det var Sundins tredje VM-guld och med det toppar han tillsammans med Sven Tumba, Joel Lundqvist och Jonas Bergqvist den svenska statistiken över flest VM-guld genom tiderna.
Sundin vann sitt första och enda OS-guld vid OS i Turin 2006.
Inför säsongen 2008/09 gick Sundins kontrakt med Maple Leafs ut och han funderade då om han skulle fortsätta sin karriär. Efter att ha varit klubblös under hösten valde han till slut att spela för Vancouver Canucks, vilket blev klart den 18 december 2008. När Sundin 2009 mötte sin gamla klubb Toronto Maple Leafs i Toronto blev han hyllad i första reklampausen då klubben visade en hyllningsfilm tillägnad Sundin på jumbotronen. Han fick även stående ovationer av hela publiken.
Den 21 juni 2009 meddelade Sundin att han inte ställer upp för Sverige i den olympiska ishockeyturneringen 2010 i Vancouver.
Den 12 augusti 2009 meddelades det att det såg ut som om Sundin skulle lägga av med ishockeyn direkt, men dagen efter meddelades det att beslutet skulle komma senare under 2009. Den 30 september 2009 kallade Sundin till presskonferens och meddelade att han slutar med ishockeyn.
Sundin hyllades vid en ceremoni den 11 februari 2012 i Toronto då hans tröjnummer 13 hissades till taket i Air Canada Centre.

### Privatliv
Sundin gifte sig med Josephine Johansson i Maria Magdalena kyrka i Stockholm den 29 augusti 2009.
Sundin är bördig från Kainulasjärvi i Norrbotten på mödernet och från Bollnäs i Hälsingland på fädernet.
Han är intresserad av travsport och deläger stjärnhästen Nimbus C.D.

## Meriter och rekord

### Rekord
- Delar NHL-rekordet för flest övertidsmål (15)[17]
- Rankad 21:a genom tiderna i antalet mål i NHL (564)[18]
- Rankad 33:a genom tiderna i antalet assists i NHL (785)[19]
- Rankad 27:a genom tiderna i antalet poäng i NHL (1 349)[20]
- Förste europeiske spelare att draftas som nummer ett i NHL-draften (1989 av Quebec Nordiques)[4]
- Förste svenske spelare att nå 500 mål i NHL[1]
- Har gjort flest mål[21] och poäng[22] av svenska spelare i NHL
- Har gjort näst flest assists av svenska spelare i NHL[23]
- Har gjort flest mål (420)[24] och poäng (987)[25] genom tiderna i Toronto Maple Leafs
- Har gjort näst flest assists (567) genom tiderna i Toronto Maple Leafs[8]
- Har gjort flest säsonger som lagkapten av icke-nordamerikanska spelare i NHL[1]
- Hans 500:e mål var samtidigt ett hattrick, ett mål i numerärt underläge och ett övertidsmål[26]
- Har gjort poäng i 30 raka matcher i NHL (1992/93)[27]

### Meriter
- TV-pucken: 1986
- SM-guld: 1990
- VM-guld: 1991, 1992, 1998
- OS-guld: 2006
- Viking Award: 1993, 1994, 1997, 2002
- Mark Messier Leadership Award: 2008
- NHL All-Star Game: 1996, 1997, 1998, 1999, 2000, 2001, 2002, 2004
- NHL Second All-Star Team: 2002, 2004
- Elitserien i ishockeys All star-lag: 1991, 1992, 1994, 1997, 1998, 2002
- Stora Grabbars märke nummer 159
- Tröjnummer 13 pensionerat av Toronto Maple Leafs[13]
- Invald 2012 i Hockey Hall of Fame

## Klubbar
- Sollentuna HC
- Nacka HK (1988–1989)
- Djurgårdens IF (1989–1990, 1994–1995)
- Quebec Nordiques (1990–1994)
- Toronto Maple Leafs (1994–2008)
- Vancouver Canucks (2008–2009)

## Statistik

### Klubbkarriär

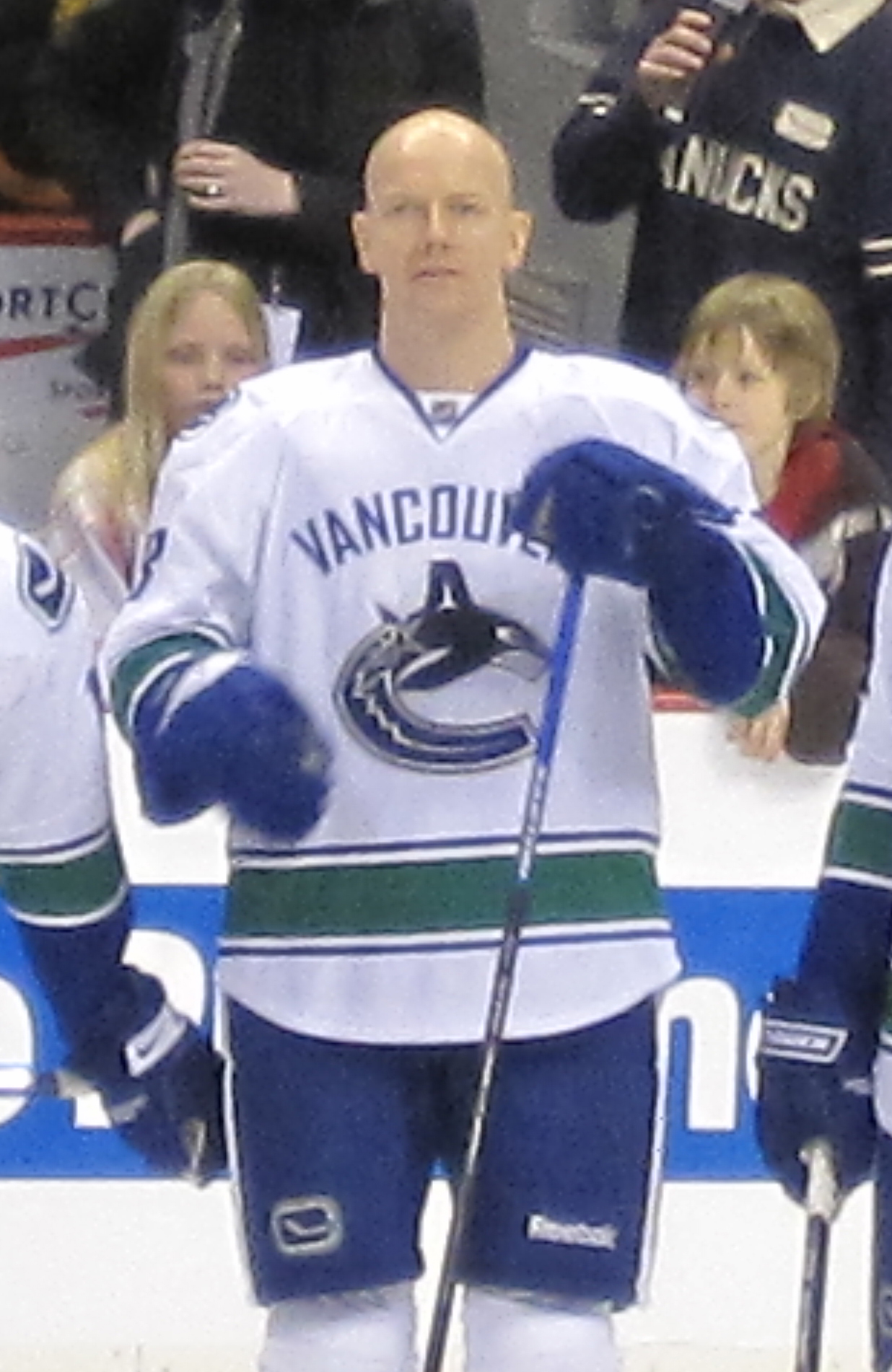
Sundin med Vancouver Canucks 2009.

| 1988/89    | Nacka HK            | Division I | 25    | 10  | 8   | 18    | 18    | –  | –  | –  | –  | –  |
| 1989/90    | Djurgårdens IF      | Elitserien | 34    | 10  | 8   | 18    | 16    | 8  | 7  | 0  | 7  | 4  |
| 1990/91    | Quebec Nordiques    | NHL        | 80    | 23  | 36  | 59    | 58    | –  | –  | –  | –  | –  |
| 1991/92    | Quebec Nordiques    | NHL        | 80    | 33  | 43  | 76    | 103   | –  | –  | –  | –  | –  |
| 1992/93    | Quebec Nordiques    | NHL        | 80    | 47  | 67  | 114   | 96    | 6  | 3  | 1  | 4  | 6  |
| 1993/94    | Quebec Nordiques    | NHL        | 84    | 32  | 53  | 85    | 60    | –  | –  | –  | –  | –  |
| 1994/95    | Djurgårdens IF      | Elitserien | 12    | 7   | 2   | 9     | 14    | –  | –  | –  | –  | –  |
| 1994/95    | Toronto Maple Leafs | NHL        | 47    | 23  | 24  | 47    | 14    | 7  | 5  | 4  | 9  | 4  |
| 1995/96    | Toronto Maple Leafs | NHL        | 76    | 33  | 50  | 83    | 46    | 6  | 3  | 1  | 4  | 4  |
| 1996/97    | Toronto Maple Leafs | NHL        | 82    | 41  | 53  | 94    | 59    | –  | –  | –  | –  | –  |
| 1997/98    | Toronto Maple Leafs | NHL        | 82    | 33  | 41  | 74    | 49    | –  | –  | –  | –  | –  |
| 1998/99    | Toronto Maple Leafs | NHL        | 82    | 31  | 52  | 83    | 58    | 17 | 8  | 8  | 16 | 16 |
| 1999/00    | Toronto Maple Leafs | NHL        | 73    | 32  | 41  | 73    | 46    | 12 | 3  | 5  | 8  | 10 |
| 2000/01    | Toronto Maple Leafs | NHL        | 82    | 28  | 46  | 74    | 76    | 11 | 6  | 7  | 13 | 14 |
| 2001/02    | Toronto Maple Leafs | NHL        | 82    | 41  | 39  | 80    | 94    | 8  | 2  | 5  | 7  | 4  |
| 2002/03    | Toronto Maple Leafs | NHL        | 75    | 37  | 35  | 72    | 58    | 7  | 1  | 3  | 4  | 6  |
| 2003/04    | Toronto Maple Leafs | NHL        | 81    | 31  | 44  | 75    | 52    | 9  | 4  | 5  | 9  | 8  |
| 2005/06    | Toronto Maple Leafs | NHL        | 70    | 31  | 47  | 78    | 58    | –  | –  | –  | –  | –  |
| 2006/07    | Toronto Maple Leafs | NHL        | 75    | 27  | 49  | 76    | 62    | –  | –  | –  | –  | –  |
| 2007/08    | Toronto Maple Leafs | NHL        | 74    | 32  | 46  | 78    | 76    | –  | –  | –  | –  | –  |
| 2008/09    | Vancouver Canucks   | NHL        | 41    | 9   | 19  | 28    | 28    | 8  | 3  | 5  | 8  | 2  |
| NHL totalt | NHL totalt          | NHL totalt | 1 346 | 564 | 785 | 1 349 | 1 093 | 91 | 38 | 44 | 82 | 74 |

### Internationellt
| År                            | Lag                           | Turnering                     |    | Matcher | Mål | Assists | Poäng | Utv |
| ----------------------------- | ----------------------------- | ----------------------------- | -- | ------- | --- | ------- | ----- | --- |
| 1989                          | Sverige                       | Junior-EM                     | 6  | 5       | 4   | 9       | 8     |     |
| 1990                          | Sverige                       | Junior-EM                     | 6  | 6       | 2   | 8       | 14    |     |
| 1990                          | Sverige                       | Junior-VM                     | 7  | 5       | 2   | 7       | 6     |     |
| 1990                          | Sverige                       | VM                            | 4  | 0       | 0   | 0       | 0     |     |
| 1991                          | Sverige                       | VM                            | 10 | 7       | 5   | 12      | 12    |     |
| 1991                          | Sverige                       | Canada Cup                    | 6  | 2       | 4   | 6       | 16    |     |
| 1992                          | Sverige                       | VM                            | 8  | 2       | 6   | 8       | 8     |     |
| 1994                          | Sverige                       | VM                            | 8  | 5       | 9   | 14      | 4     |     |
| 1996                          | Sverige                       | World Cup                     | 4  | 4       | 3   | 7       | 4     |     |
| 1998                          | Sverige                       | OS                            | 4  | 3       | 0   | 3       | 4     |     |
| 1998                          | Sverige                       | VM                            | 10 | 5       | 6   | 11      | 6     |     |
| 2001                          | Sverige                       | VM                            | 2  | 0       | 1   | 1       | 2     |     |
| 2002                          | Sverige                       | OS                            | 4  | 5       | 4   | 9       | 10    |     |
| 2003                          | Sverige                       | VM                            | 7  | 6       | 4   | 10      | 10    |     |
| 2004                          | Sverige                       | World Cup                     | 4  | 1       | 5   | 6       | 0     |     |
| 2006                          | Sverige                       | OS                            | 8  | 3       | 5   | 8       | 4     |     |
| Internationellt senior totalt | Internationellt senior totalt | Internationellt senior totalt | 79 | 43      | 52  | 95      | 80    |     |